# Paolo Carosone
Pour les articles homonymes, voir Carosone.
Paolo Carosone (Rome, 8 janvier 1941) est un peintre, un sculpteur, un graveur et un illustrateur italien.

## Biographie
Paolo Carosone vit à Rome jusqu’en 1960 et, après avoir obtenu la" maturità classica" (équivalent du BAC littéraire), il part pour Amsterdam où il fréquente l'Instituut voor Kunstnijverheidsonderwijs,  pour y étudier le dessin et la sculpture jusqu’en 1962.
Il finance ses études en modelant des statues en plâtre dans une fabrique d'articles religieux ; puis il est guide aux Marché aux Enchères International des Fleurs à Aalsmeer  où il se passionne pour les études de botanique. En 1962 il se déplace à Copenhague pour étudier la gravure à l'École Graphique de l'Académie Royale des Beaux Arts, où il reste jusqu'en 1966. 
Pendant sa permanence à l’Académie il commence à s’intéresser vivement aussi aux sciences naturelles (en particulier à l’entomologie) et également à la musique, en réalisant se premiers “bas reliefs sonores” : des sculptures qui pouvaient être “jouées” par le public au travers de systèmes mécaniques différents. 
La galerie “Gammel” Strand monte sa première exposition personnelle importante. En 1965 il se rend pour la première fois à New York où le  Museum of Modern Art de New York et le Philadelphia Museum of Art acquièrent nombre de ses œuvres.
L' "American Art Gallery" de Copenhague le représente en exclusive mondiale. La Chalcographie Nationale de Rome, à l'époque dirigée par Maurizio Calvesi, organise la première exposition importante de son œuvre graphique. En 1966 il arrive au Japon où il va rester jusqu'en 1970. Il étudie l' "Ukiyoe", l'ancien art japonais de la gravure sur bois, à la Tokyo University of the Arts, (Tokyo Geijutsu Daigaku). 
L’écrivain Kazuo Dan, son garant pendant les années de son séjour au Japon, l’introduit dans le cercle littéraire  lié à la revue de poésie et littérature "Politaia" avec laquelle il commence une collaboration d'écrits et de dessins qui durera jusqu'en 1970. Il conçoit et réalise l'œuvre "Winged Organ to play music by brain waves" avec le soutien de la Minami Gallery et de quatre ingénieurs informaticiens : une sculpture audio-cinétique technologiquement très complexe qui transforme les ondes du cerveau humain, le battement du cœur, la respiration, la température du corps et la pression du sang en son électronique. 
Il se lie d’amitié avec Toru Takemitsu, qui dans son livre "Oto, chinmoku to hakari aeru hodoni"  (Le Son confronté au Silence) lui consacre un chapitre. 
En 1970 il quitte le Japon et arrive à Los Angeles sur le cargo "Rose" dont il est le seul passager avec l'ensemble de ses nombreuses sculptures et projets. Inspiré de l'architecture californienne des années 30, il exécute une série de sculptures cinétiques appelée "Monuments to the Automata". 
Il travaille ensuite pendant une période de deux mois à la réalisation de son film à plusieurs schémas intitulé "Do not polish the brass" (Ne pas polir le cuivre) qui met en évidence l'origine et l'inspiration des images. 
Dans le cadre d'un programme de l'Institut culturel italien de Belgrade, il expose ses gravures à la galerie "Grafiki kolektiv". Au "Dom Omladine", à Belgrade toujours, il tient une conférence intitulée "L'homme comme parasite de l'univers". Son film "Do not polish the brass" est également projeté. La même exposition est aussi présentée à la "Maison de l'Art" de Beyrouth. 
En 1972 il  revient à Los Angeles où son exposition personnelle à la "Esther-Robles Gallery" obtient un succès important. Il tient un cycle de conférences au "Graphic Council" du "Los Angeles County Museum", au "Pasadena Museum of Art", à l'"Otis Art Institute" et au "San Francisco Museum of Art" intitulé "La composition hétérogène de mon monde poétique". Il enseigne la gravure pendant deux années à l'université de Californie à Berkeley, où il a la possibilité d'utiliser les laboratoires des différentes facultés des sciences et d'effectuer des expériences sur le flux des sables et des cristaux colorés à travers des tuyaux pleins de gaz rares.
En 1974, après son exposition à la galerie Allen de Vancouver, il revient à Rome où il commence une série d'eaux-fortes intitulées "Engraved Images", en jouant sur la double signification de "Images Gravées" dans la mémoire et sur le papier.
Cette série de travaux est conçue comme un voyage dans les chambres de la nostalgie. Il retourne aux États- Unis où il commence une nouvelle série de sculptures en résine époxy, qu'il dénomme "Herobotics" (terme formé par les  mots "Héros et robot"). En 1980 il expose à la Temple Gallery de Rome la reconstruction futuriste (échelle 1/16) de l'obélisque de la Piazza del Popolo réaménagée en style  néoclassique par l'architecte Valadier, œuvre exécutée en introduisant des éléments de sculpture réalisés à l'ordinateur.
Poussé par un intérêt de plus en plus grand pour les systèmes de transcription des langues du monde entier, il réalise, après réélaboration à l'ordinateur, une série de " Hiéroglyphes Technologiques" en résine époxy.
La Temple University Tyler School  of Arts lui confère d'abord la charge  de "Visiting Lecturer" et ensuite de "Adsistant Professor" pour l'enseignement de la sculpture, activité qu'il poursuivra jusqu'en 1988. En 1981 il commence la création du "Musée d'Histoire pas Naturel ", une série de boîtes qui contiennent des insectes et d'autres "Animaux Mécaniques". 
Il inaugure à la "Fondation Lerici" de Stockholm son exposition de "Plastique Visionnaire" itinérante à travers les villes européennes les plus importantes. Son intérêt de plus en plus grand pour les études linguistiques se concrétise, à travers l’amitié et la collaboration avec le psycholinguiste Francesco Antinucci, dans la réalisation d’un système universel de transcription des sons émis par l'appareil phonatoire de l’homme.
Le musée municipal de Zoologie de Rome met à sa disposition, ainsi qu'à celle de ses étudiants, un local du département de Taxidermie. L'accès aux pièces exposées sera source d'inspiration profonde et ainsi naissent dessins, photographies, modèles, moulages en plâtre d'animaux et de structures osseuses, qui vont permettre la réalisation du ""Musée d'Histoire pas Naturel ".
Il est invité à participer au "NASA Fine Art Program" avec la charge d'expliquer par  ses œuvres le lancement de la navette spatiale "Challenger" au "Kennedy Space Center" de Cape Canaveral. En 1986 il retourne en Floride pour assister au lancement malheureux du Space Shuttle “Challenger” en dessinant de détails de la plateforme de lancement et de la navette spatiale. 
En 1987 il exécute pour la "NASA Art Museum" un obélisque de 6 mètres de haut en résine époxy qui commémore le  "Challenger". Les noms des sept astronautes disparus dans le désastre sont inscrits sur l'obélisque en utilisant, à la place de l'alphabet, un code hiéroglyphique de transcription universelle des sons élaboré par lui en collaboration avec le Directeur de l'Institut de Sciences Cognitives du C.N.R. de Rome, Francesco Antinucci. Pendant les années 90 il continue l'expérimentation sur le photo-tranchage chimique en exécutant sculptures et bas reliefs en acier inox, bronze phosphoreux, aluminium et laiton.  Il exécute plusieurs fusions en aluminium de petits modèles de monuments inspirés de la science-fiction.
A Venise, il commence l'illustration de la "Divine Comédie" de Dante Alighieri, avec une série de dessins et d’aquarelles inspirés par des épisodes de l' "Enfer". Dans les années 2000 il travaille sur des sculptures "Mythe-robotiques"; portraits idéalisés de l'antiquité classique auxquels il rajoute des éléments robotiques. 
Il se consacre à une série de "Sculptures Mécaniques" inspirées du monde marin. Les sujets sont surtout des crabes, des langoustes, des raies et des coquillages, mais aussi des oiseaux de mer.  Il commence à peindre une série de tables zoologiques et botaniques visionnaires, engendrées par une fusion du monde végétal et animal qui vont faire avancer le projet entamé dans les années quatre-vingt du "Musée d'Histoire pas Naturelle".  Nombre de ces images sont ensuite réalisées en sculptures, soit manuellement soit à travers le procédés de prototypage rapide utilisé dans l'industrie.

## Œuvres

### Musées et collections publiques
- The Museum of Modern Art. New York. U.S.A.
- National Gallery of Art. Washington D.C. U.S.A
- The Philadelphia Museum of Art. Philadelphia. U.S.A.
- University Art Museum. Berkeley. U.S.A.
- National Medical Museum. Bethesda. U.S.A.
- The NASA Art Museum. John F. Kennedy Space Center. Cape Canaveral. Florida. U.S.A.
- Yale University Art Gallery. New Haven, Connecticut. U.S.A.
- Galleria Nazionale d'Arte Moderna. Rome Italy.
- Istituto Nazionale per la Grafica. Rome. Italy.
- Pinacoteca Nazionale. Bologna. Italy.
- Statens Museum for Kunst. Copenhagen. Denmark.
- Musik Konservatorium. Copenhagen. Denmark.
- Royal Danish Academy of Fine Arts. Charlottenborg. Copenhagen. Denmark.
- Hellerup Kunstforening. Hellerup. Denmark.
- Haderslev Kunst Museum.Haderslev. Denmark.